# 寨坝镇
寨坝镇，是中华人民共和国贵州省遵义市习水县下辖的一个乡镇级行政单位。

## 行政区划
寨坝镇下辖以下地区：
寨坝街道社区、先锋村、桂园村、永盛村、习源村、友谊村、灵仙河村、凤凰村、条台村、福星村、上坝村、合心村、新池村和三联村。